# Луїс Фернандо Еррера
Луїс Фернандо Еррера (ісп. Luis Fernando Herrera, нар. 16 червня 1962, Медельїн) — колумбійський футболіст, що грав на позиції захисника.
Виступав, зокрема, за клуби «Індепендьєнте Медельїн» та «Атлетіко Насьйональ», а також національну збірну Колумбії.
Дворазовий чемпіон Колумбії. Володар Кубка Лібертадорес.

## Клубна кар'єра
У дорослому футболі дебютував 1981 року виступами за команду «Індепендьєнте Медельїн», у якій провів два сезони. 
Згодом з 1984 по 1986 рік грав у складі команд «Атлетіко Букараманга» та «Америка де Калі».
Своєю грою за останню команду привернув увагу представників тренерського штабу клубу «Атлетіко Насьйональ», до складу якого приєднався 1987 року. Відіграв за команду з Медельїна наступні дев'ять сезонів своєї ігрової кар'єри. Більшість часу, проведеного у складі «Атлетіко Насьйональ», був основним гравцем захисту команди.
Завершив ігрову кар'єру у команді «Індепендьєнте Медельїн», у складі якої вже виступав раніше. Повернувся до неї 1996 року, захищав її кольори до припинення виступів на професійному рівні у 1997 році.

## Виступи за збірну
У 1987 році дебютував в офіційних матчах у складі національної збірної Колумбії.
У складі збірної був учасником розіграшу Кубка Америки 1987 року в Аргентині, на якому команда здобула бронзові нагороди, чемпіонату світу 1990 року в Італії, розіграшу Кубка Америки 1991 року у Чилі, розіграшу Кубка Америки 1993 року в Еквадорі, на якому команда здобула бронзові нагороди, чемпіонату світу 1994 року у США.
Загалом протягом кар'єри в національній команді, яка тривала 10 років, провів у її формі 66 матчів, забивши 1 гол.

## Титули і досягнення
- Чемпіон Колумбії (2):

«Атлетіко Насьйональ»: 1991, 1994
- Володар Кубка Лібертадорес (1):

«Атлетіко Насьйональ»: 1989
- Бронзовий призер Кубка Америки: 1987, 1993